# Danske FN-soldater
Danske FN-soldater er en dokumentarfilm fra 1965 instrueret af Henning Ørnbak efter eget manuskript.

## Handling
Siden indsættelsen af den første FN-styrke i 1956 har danske soldater deltaget i de Forenede Nationers fredsbevarende aktioner, først i Gaza, senere i Congo og fra sommeren 1964 tillige på Cypern. I korte glimt fortælles om øens historie, dens natur og befolkning og den konflikt, der nødvendiggjorde FN-aktionen. De ca. 1000 danske soldaters daglige tilværelse under de fremmedartede forhold på øen illustreres gennem billeder fra tjenesten i staben, i kompagni- og delingslejrene og fra den krævende vagttjeneste, bl.a. på "Den grønne linie" - demarkationslinjen mellem den græsk-cypriotiske og tyrkisk-cypriotiske bydel i hovedstaden Nicosia.